# Walefor

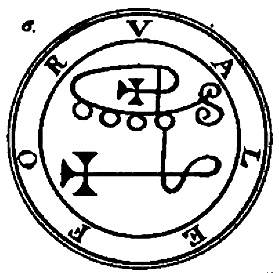
Pieczęć Walefora wg Goecji Crowleya i Mathersa.

Walefor – w tradycji okultystycznej demon, książę piekła. Znany również pod imionami Valefar, Valefor, Walafar, Malafar oraz Malaphar. Rozporządza 10, a według Dictionnaire Infernal 36 legionami duchów. W Sztuce Goecji jest szóstym, a Pseudomonarchii Daemonum czternastym duchem.

## Wdemonologii
By go przywołać i podporządkować potrzebna jest jego pieczęć, która według Sztuki Goecji powinna być zrobiona z miedzi.
Jest zaliczany do duchów pomocniczych. Zawsze służy wszelaką pomocą przyzywającemu, może jednakże zmusić go do kradzieży.
Ukazuje się pod postacią lwa z głową ryczącego osła, a według Dictionnaire Infernal anioła, a niekiedy również lwa, który ma głowę i łapy gęsi oraz zajęczy ogon.

## Wkulturze masowej
W grach:
- W grze Final Fantasy X jest Aeonem. Przypomina ptaka, cechuje się olbrzymią szybkością. Towarzyszy głównym bohaterom od samego początku podróży.
- Valefor jest potworem w grze Final Fantasy III w wersji Nintendo DS.
- W grze fabularnej In Nomine jest głównym księciem demonów, specjalizuje się w kradzieżach.
- Valefar to nazwa boga Shura w grach Super Robot Wars: Original Generations oraz Super Robot Wars: Original Generations.
- W grze Final Fantasy XI w trybie Massively Multiplayer Online Game jest serwer, który nazywa się Valefor.

Inne:
- Valefor to imię zaczarowanego kamerdynera Crackpot Hall w powieści Flora Segunda Ysabeau S. Wilce.
- W 1994 roku powstał litewski zespół Black metalowy "Valefar", który rozwiązał się w 2002 roku.
- Valefar znajduje się na karcie w Yu-Gi-Oh!.